# Dworzec autobusowy w Toruniu
Dworzec autobusowy w Toruniu – dworzec autobusowy obsługujący ruch międzymiastowy i międzynarodowy w Toruniu, znajdujący się przy ul. Dąbrowskiego 8-24. Jego powierzchnia całkowita wynosi 1000 m2. Budowę dworca rozpoczęto 12 maja 2006 roku. Został oddany do użytku 31 stycznia 2007 roku.